# Ashtasiddhi
Ashtasiddhi (IAST: Aṣṭasiddhi ; devanāgarī : अष्टसिद्धि) désigne dans la philosophie du yoga les huit pouvoirs surnaturels majeurs (siddhi). La littérature yoguique et plus particulièrement le Yogabhāṣya de Vyāsa mentionne huit siddhi majeurs qui sont aṇimā, laghimā, mahimā, prāpti, prākāmya, vaśitva, īśitva et kāmāvasāyitā.